# IQ Aurigae

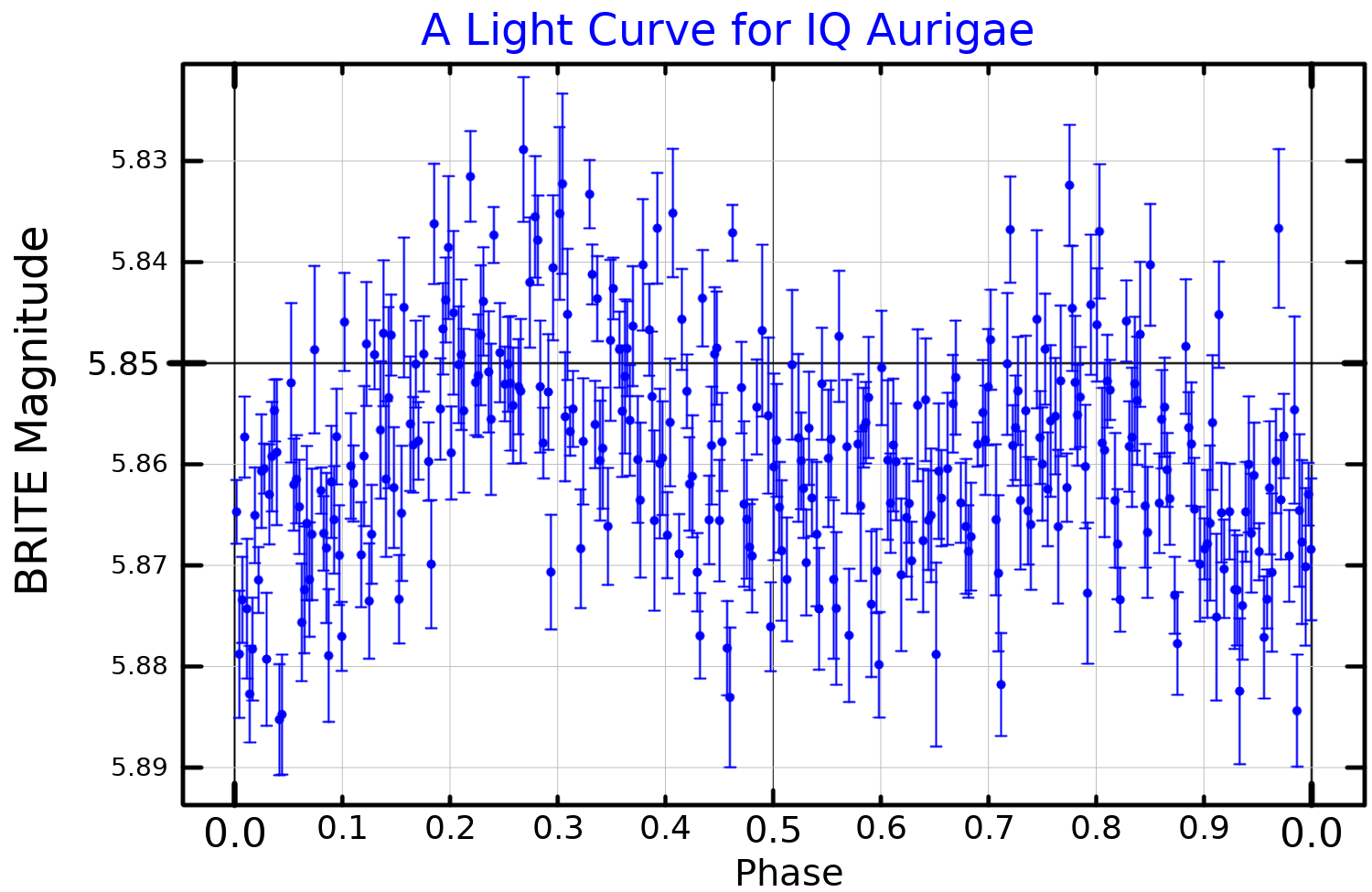
Curva de luz de IQ Aurigae

IQ Aurigae (IQ Aur) es una estrella variable en la constelación de Auriga. De magnitud aparente media +5,37, se puede localizar visualmente entre las estrellas 19 Aurigae y 16 Aurigae. Está situada a 450 años luz de distancia del sistema solar.

## Características
IQ Aurigae es una estrella clasificada como A0p, es decir, una estrella blanca con un espectro peculiar, indicado por la letra «p».
Es la estrella más azul de las estrellas A peculiares —su color es característico de una estrella tipo B4—, y una de las más calientes, con una temperatura efectiva de 13 650 K.
Con un radio 2,9 veces más grande que el radio solar, tiene una luminosidad 309 veces mayor que la del Sol.
Su velocidad de rotación proyectada es de 56 km/s, siendo su período de rotación de 2,47 días.
Su masa es 4 veces mayor que la masa solar y su edad se estima en solo 66 millones de años, apenas un 1,5 % de la edad del Sol.

## Variabilidad
IQ Aurigae es una variable Alfa2 Canum Venaticorum en cuyo espectro destaca la abundancia de cloro y silicio, así como la escasez de helio y neón.
Además de anomalías en las concentraciones de ciertos elementos químicos, este tipo de variables presentan campos magnéticos intensos, siendo el campo magnético de IQ Aurigae de 743 G.
A medida que rota la estrella, su brillo oscila entre magnitud +5,35 y +5,43 en un período igual a su período de rotación.

## Luminosidad en rayos X
Observaciones realizadas con el Observatorio Chandra han puesto de manifiesto que, en la región de rayos X, la luminosidad de IQ Aurigae es tres órdenes de magnitud superior a la de Cor Caroli (α2 Canum Venaticorum), estrella de características similares.
Un estudio llevado a cabo en un grupo de estrellas indica que la emisión de rayos X es mayor en los objetos más masivos como IQ Aurigae.
Además de un componente dominante de plasma «frío», en IQ Aurigae existe una cantidad significativa de plasma caliente —con una temperatura superior a 10 millones K— presente durante la fase de quiescencia.
Por otra parte, se observó una gran llamarada —la primera detectada en una estrella A0p— con una temperatura que alcanzó los 100 millones K, acompañada de un aumento en la emisión de rayos X.
Dicha llamarada provino de una estructura bastante compacta y fue acompañada por un aumento significativo en la metalicidad.